# E15

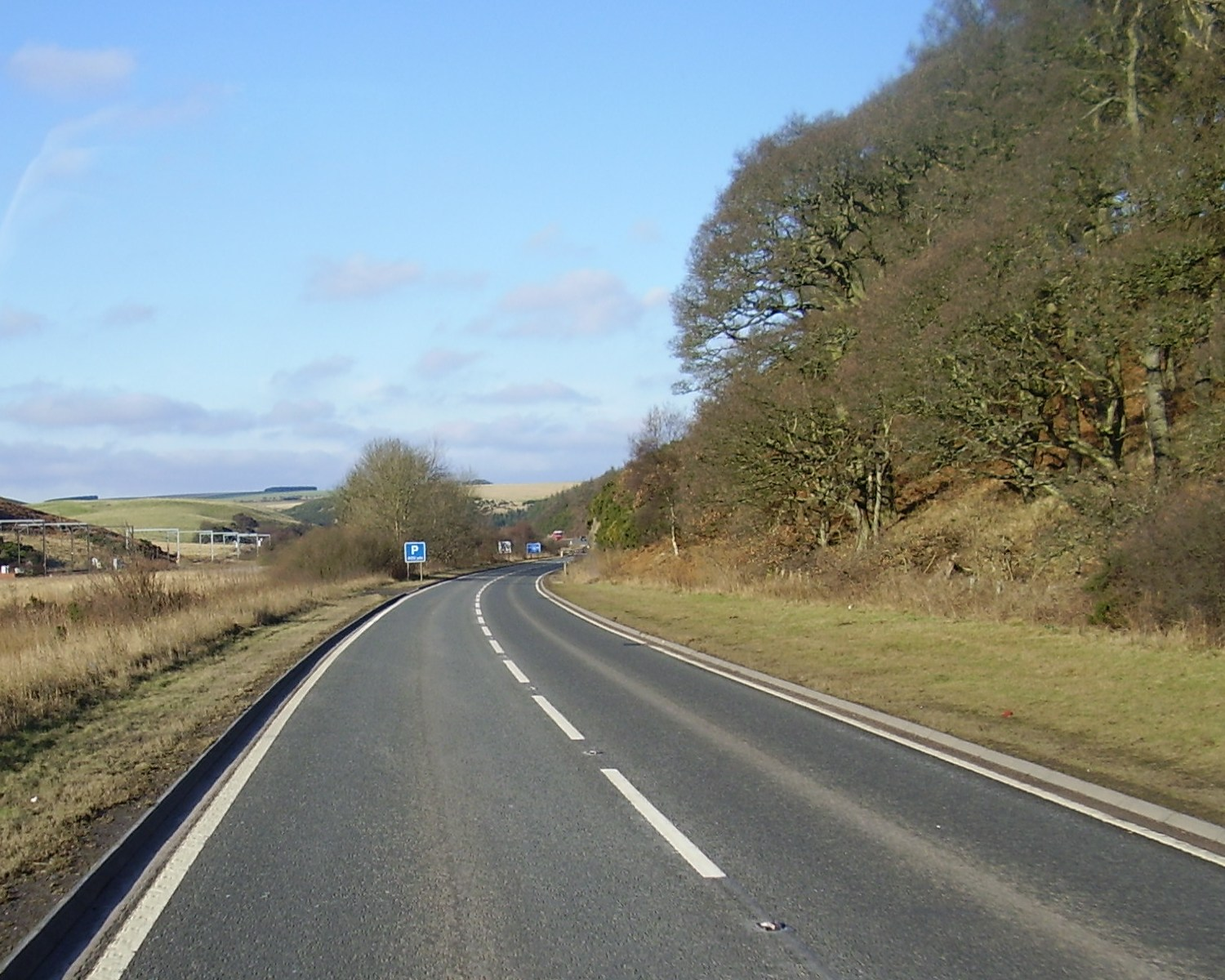
E15/A1 i Skottland, söder om Edinburgh.

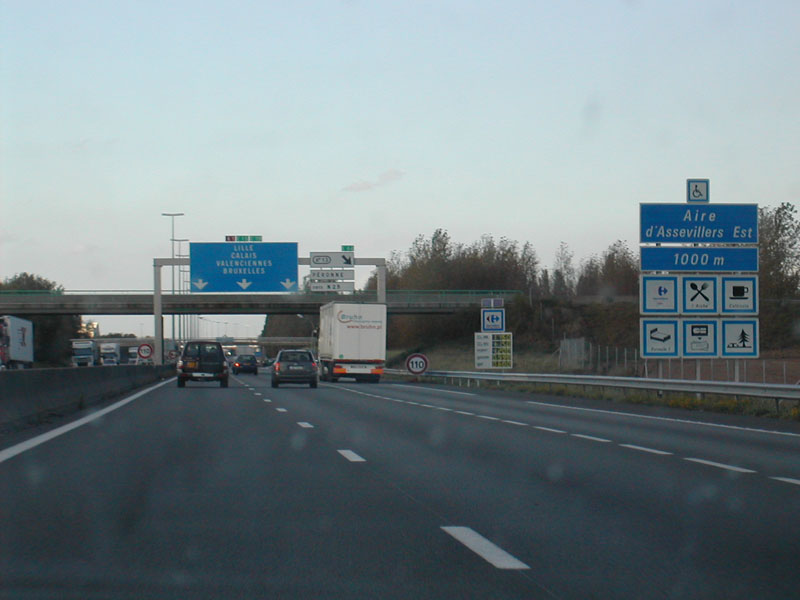
E15/A1 i Frankrike, avfart 13 vid Péronne nära E44.

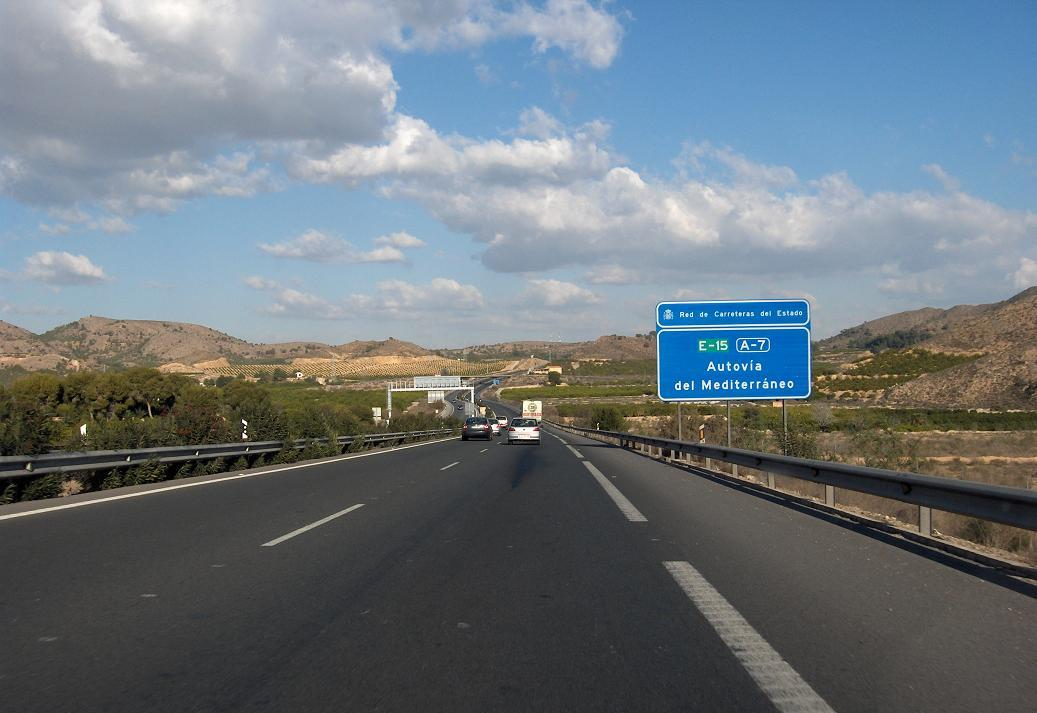
E15/A7 i Spanien, nära Murcia.

E15 eller Europaväg 15 är en europaväg som börjar i Inverness i Skottland och slutar i Algeciras i Spanien. Den går genom Storbritannien, Frankrike och Spanien. Längd 3 610 kilometer, varav 1 040 kilometer i Storbritannien, 1 250 kilometer i Frankrike och 1 320 kilometer i Spanien.

## Sträckning
Inverness (Storbritannien) - Perth - Edinburgh - Newcastle upon Tyne - Scotch-Corner - Doncaster - London - Folkestone - Dover - (färja/tågtransport Storbritannien-Frankrike) - Calais - Paris - Lyon - Orange - Narbonne - (gräns Frankrike-Spanien) - Girona - Barcelona - Tarragona - Castelló de la Plana - Valencia - Alicante - Murcia - Almeria - Málaga - Algeciras
Mellan Dover och Calais är det havsavbrott (Engelska kanalen). Man kan ta sig över med färja eller ta bilen på tåget i Kanaltunneln (Eurotunnel). Det är mycket god turtäthet på båda.

## Standard
Vägen är i Storbritannien blandat landsväg, fyrfältsväg och motorväg. Dessa vägar har nummer A9, M90 och A1(M). I Storbritannien skyltas inte några europavägar, och erkänns inte heller av landets regelverk. Eftersom FN-konventionerna inte formellt är någon världslag, utan endast av FN styrda överenskommelser mellan länder, så är det juridiskt tveksamt om det finns europavägar i Storbritannien.
E15 är motorväg genom hela Frankrike (A1, A6, A7 och A9), och ungefär hälften av sträckan i Spanien. Större delen av den kvarvarande sträckan i Spanien är fyrfältsväg.

## Anslutningar till andra europavägar
| - E16 - E18 - E20 - E22 - E13 - E30 |  | - E402 - E40 - E17 - E19 - E44 - E50 |  | - E5 - E54 - E60 - E21 - E607 - E62 |  | - E70 - E713 - E714 - E80 - E11 - E9 |  | - E90 - E901 - E902 - E5 igen |

## Historik
Före 1985 i det äldre europavägssystemet gick E15 istället Hamburg-Berlin-Prag-Budapest. Dagens E15 hade olika nummer bl.a. E31 Glasgow-London, E2 London-Lille, E1 Paris-Lyon, E4 Lyon-Barcelona och E26 Barcelona-Algeciras.